# Deux Corniauds en folie
Pour les articles homonymes, voir Corniaud.
Pour plus de détails, voir Fiche technique et Distribution.
Deux Corniauds en folie (I barbieri di Sicilia) est une comédie militaire italienne réalisée par Marcello Ciorciolini et sortie en 1967.

## Synopsis
Franco Lo Persico est un barbier pour hommes, tandis que son cousin Ciccio Lo Persico est un coiffeur pour dames. Tous deux sont amoureux de Rosina Giovinazzo, nièce de leur vilaine tante Donna Maruzza.
Dans le village sicilien de Santa Rosalia, les Américains sont sur le point de débarquer et les Allemands envoient le colonel Otto von Kraus. Il veut faire croire qu'il est là pour se reposer auprès de sa femme, mais au lieu de cela, il est accompagné de deux importants chimistes, Stulz et Ebner, pour empêcher le débarquement américain.
Les Américains envoient un officier au village pour détruire les plans des Allemands. Celui-ci, au village, est présenté comme Stefano Minasi, neveu du prêtre Don Liborio. Le chef du village, Don Calogero Milazzo, le fait travailler comme assistant dans le salon de coiffure de Ciccio. Grâce à un émetteur caché dans le confessionnal de la paroisse, Stefano fait savoir aux Américains quand le moment est venu de débarquer en Sicile. Lorsque Franco et Ciccio arrivent, ils reçoivent un prix de 10 000 dollars pour leurs services. Avec cet argent, ils ouvrent un salon de coiffure pour dames en collaboration avec le barbier, le tout dans une seule boutique. À la fin, Steve Minasi épouse Rosalia, soustrayant la belle Sicilienne au désir de Franco et Ciccio.

## Fiche technique
- Titre français : Deux Corniauds en folie ou Deux Idiots en folie ou Deux Idiots chez les fritz ou Pétanque à la sicilienne[1]
- Titre italien : I barbieri di Sicilia[2]
- Réalisateur : Marcello Ciorciolini
- Scénario : Marcello Ciorciolini, Roberto Gianviti (it), Dino Verde (it)
- Photographie : Tino Santoni (it)
- Montage : Giuliana Attenni (it)
- Musique : Piero Umiliani
- Décors : Ennio Michettori
- Production : Leo Cevenini, Vittorio Martino
- Société de production : Flora Film, Variety Film
- Pays de production :  Italie
- Langues originales : italien
- Format : Couleurs par Eastmancolor - Son mono
- Durée : 90 minutes
- Genre : Comédie militaire
- Dates de sortie :
  - Italie : 21 décembre 1967
  - France : 12 octobre 1977[1]

## Distribution
- Franco Franchi : Franco Lo Persico
- Ciccio Ingrassia : Ciccio Lo Persico
- Daniela Giordano : Rosina
- Jean Valmont : Capitaine Steve Minasi
- Enzo Andronico : le maire
- Mario Maranzana : don Calogero Milazzo
- Ignazio Spalla : massaro Turi
- Carlo Hintermann : Colonel (Hyena) Von Krauss
- Giorgia Moll : Helga Von Krauss
- Lina Franchi : la femme du maire
- Adriana Facchetti : Donna Maruzza
- John Karlsen (non crédité) : le chimiste allemand
- Max Turilli : l'officier allemand
- Franco Pesce (en) : don Liborio
- John Stacy : l'officier américain